# Run It!
Run It! è il singolo di debutto di Chris Brown uscito nel 2005. Prodotto da Scott Storch, il brano vede la partecipazione di Juelz Santana.

## La canzone
Il brano è stato scritto da Sean Garrett e Scott Storch, e prodotto da quest'ultimo. Run It! è un brano di genere Crunk & B con uno stile più volte paragonato allo stile del brano di Usher, Yeah!.

## Critica
Il brano fu lodato dalla critica che elogiò specialmente la vocalità di Brown e la produzione di Storch. Nel brano in Brown molti critici trovarono un animo da rapper adulto sotto una voce dolce e giovanile.

## Successo commerciale
Il brano fu una hit di enorme successo soprattutto negli Stati Uniti, dove è rimasta alla posizione n.1 della Billboard Hot 100 per cinque settimane consecutive. Ha anche raggiunto la vetta in altri paesi come Australia e Nuova Zelanda, mentre nel Regno Unito si è piazzata alla seconda posizione.

## Video musicale
Nel video musicale, Chris balla nella palestra di una scuola assieme ad altri studenti ed è attratto da una ragazza che gli si avvicina per ballare con lui. Alla fine del video, la sala viene evacuata in fretta e quando le guardie di sicurezza arrivano e non trovano nessuno, iniziano a ballare anche loro.

## Tracce

### USA
1. Run It! (feat. Juelz Santana) [3:52]
2. Run It! (MAIN VERSION - NO RAP) [3:15]
3. Run It! (INSTRUMENTAL) [3:14]

### UK

#### CD 1
1. Run It! (feat. Juelz Santana) [3:52]
2. I May Never Find [4:35]

#### CD 2
1. Run It! (feat. Juelz Santana) [3:52]
2. Run It! (Remix) (feat. Bow Wow & Jermaine Dupri)
3. Run It! (MAIN VERSION - NO RAP) [3:15]
4. Run It! (INSTRUMENTAL) [3:14]
5. Run It! (VIDEO)

#### Vinile
1. Run It! (feat. Juelz Santana) [3:52]
2. Run It! (INSTRUMENTAL) [3:14]
3. Run It! (Remix) (feat. Bow Wow & Jermaine Dupri)
4. Run It! (MAIN VERSION - NO RAP) [3:15]
5. Run It! (REGGAETON REMIX)

### Australia/Samoa
1. Run It! (feat. Kwizzey) [3:52]
2. Run It! (MAIN VERSION - NO RAP) [3:15]
3. Run It! (INSTRUMENTAL) [3:14]
4. Run It! (VIDEO)

## Classifiche
| Classifica (2005-2006) | Posizione massima |
| ---------------------- | ----------------- |
| Australia              | 1                 |
| Austria                | 12                |
| Belgio (Fiandre)       | 23                |
| Belgio (Vallonia)      | 26                |
| Danimarca              | 13                |
| Finlandia              | 7                 |
| Francia                | 19                |
| Germania               | 5                 |
| Irlanda                | 2                 |
| Italia                 | 12                |
| Nuova Zelanda          | 1                 |
| Paesi Bassi            | 11                |
| Regno Unito            | 2                 |
| Stati Uniti            | 1                 |
| Svizzera               | 5                 |
| Ungheria               | 10                |